# Круглый пронатор
Круглый пронатор (лат. Musculus pronator teres) — толстая и самая короткая мышца поверхностного слоя. В ней выделяют две головки: большая плечевая головка (лат. caput humerale), которая начинается от медиального надмыщелка плечевой кости, медиальной межмышечной перегородки плеча и фасции предплечья, и меньшая локтевая головка (лат. caput ulnare), лежащая под ней и берущая начало от медиального края бугристости локтевой кости. Обе головки образуют несколько сплющенное спереди назад брюшко, которое переходит в узкое сухожилие. Мышца идёт косо изнутри кнаружи и прикрепляется к средней трети латеральной поверхности тела лучевой кости.

## Функция
Пронирует предплечье и участвует в его сгибании и повороте.